# Allegro appassionato (Bridge)
Allegro appasionato is een compositie van Frank Bridge. Bridge schreef het voor zijn eigen muziekinstrument de altviool en piano. Hij componeerde overigens relatief weinig voor dat instrument, meestal schreef hij eerst voor viool met een latere bewerking voor altviool. Dit allegro appassionato,wel oorspronkelijk voor altviool, werd geschreven voor Lionel Tertis’Viola Library. Het werd uiteindelijk gekoppeld aan Pensiero van een aantal jaren eerder, voor dezelfde combintaie geschreven.
De eerste uitvoering van dit werk was echter niet voor een echte altist, maar voor violist Audrey Ffolkes (wel op altviool) in een concert met het Pensiero op 24 november 1909 in de Royal Academy of Music. Achter de piano Harald Smith. De twee gekoppelde stukken staan niet alleen qua titel lijnrecht tegenover elkaar. Pensiero in bedachtzaam en treurig; het allegro uitbundig en gepassioneerd.
De componist gaf nog een extra zetje bij de tempoaanduiding: Allegro molto appassionato (molto betekent erg, veel).

## Discografie
- Uitgave Dutton Vocalion: Tom Dunn met Daniel Tong, een opname uit 2009
- Uitgave Naxos: Enikö Magyar met Tadashi Imai, een opname uit 2009